# Wizz Air

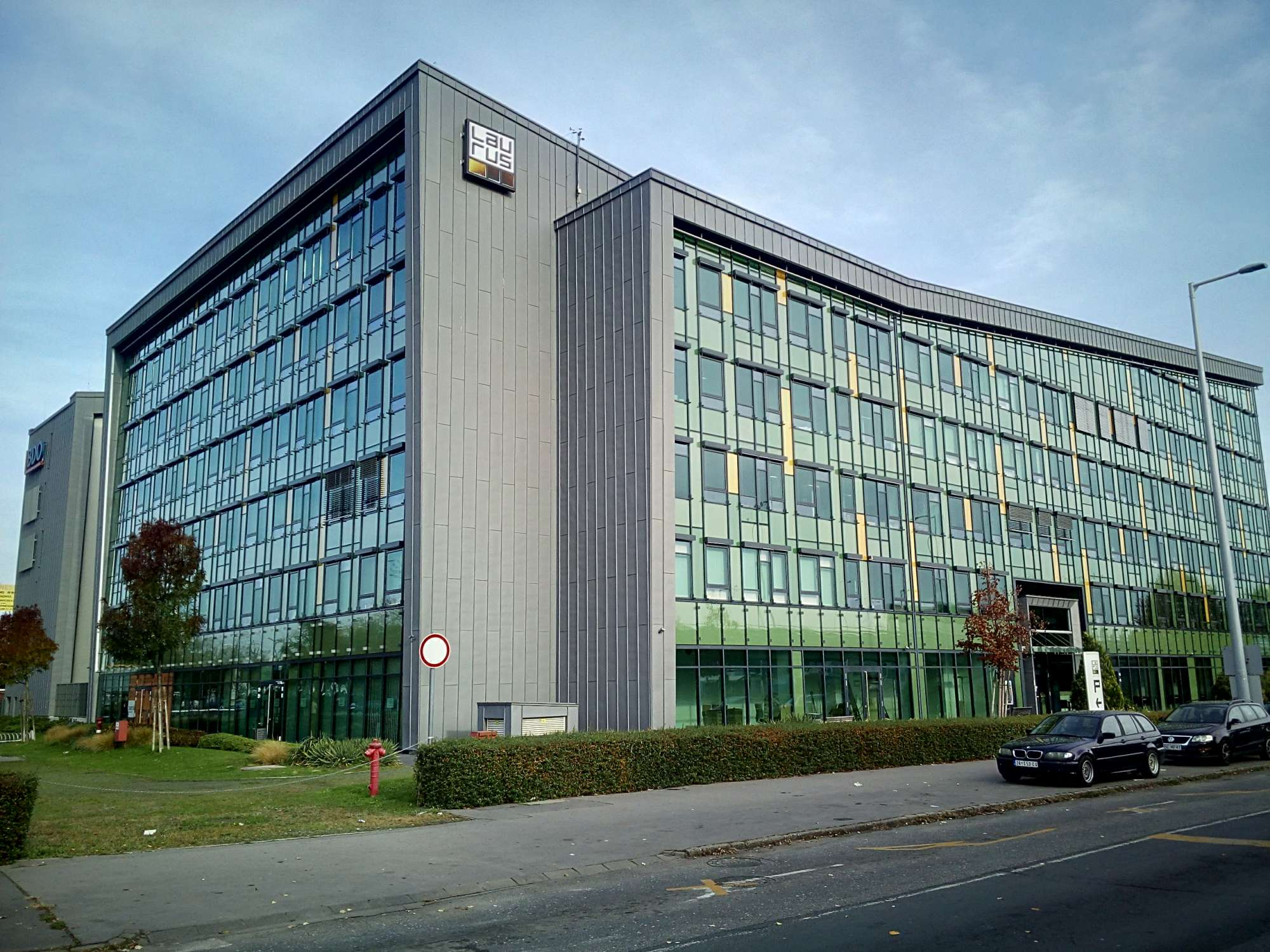
Laurus Offices Building B, Головний офіс Wizz Air в Будапешті

Wizz Air (укр. Візз Ейр; угор. Wizz Air Hungary Légiközlekedési Kft.; стилізована як W!zz Air) — угорська бюджетна (лов-кост) авіакомпанія, найбільша авіакомпанія в країні. Головний офіс розташовується у Будапешті. Компанія, заснована у вересні 2003, здійснює пасажирські авіаперевезення переважно до країн Європи, а також у Марокко, Ізраїль, ОАЕ та Казахстан. Станом на 2019 перельоти здійснюються у 155 напрямках, до 45 країн.
У 2019 фінансовому році авіакомпанія перевезла 34,6 млн пасажирів. Середній вік літаків становить 4.6 років, що є найнижчим показником у Європі.
У 2019 році компанія була визнаною найекологічнішою авіакомпанією завдяки використанню останньої моделі Airbus A321neo, що мають найменші викиди вуглецю серед схожих літаків.

## Історія
Компанія заснована у вересні 2003 році. Головним інвестором стала американська компанія Indigo Partners, яка спеціалізується на інвестиціях у транспорт. Перший рейс було здійснено 19 травня 2004 з Катовиць, через 19 днів після того, як Польща та Угорщина вступили до ЄС і приєдналися до загального європейського ринку авіації. Авіакомпанія перевезла 250 000 пасажирів за перші три з половиною місяці роботи і майже 1.4 млн пасажирів за перший рік роботи. У 2008 авіакомпанія перевезла 5,9 млн пасажирів. Станом на грудень 2010 перельоти здійснювалися у більш ніж 150 напрямках.
До кінця 2012 року компанія перевезла 50 мільйонів пасажирів.
CEO і голова ради директорів — Йожеф Вараді, колишній CEO Malév, іншої угорської авіакомпанії. Компанія зареєстрована в Лондоні, дочірні компанії були відкрити в Польщі, Угорщині та Болгарії. Wizz Air Bulgaria почала працювати у вересні 2005. У Києві була створена Wizz Air Ukraine, котра функціонувала із 2008 по 2015 роки.
У 2018 році оборот компанії склав €1,948 млрд (2018), чистий прибуток €275.1 млн.
14 квітня 2020 компанія повідомила про скорочення штатів через пандемію коронавірусу. Компанія планувала скоротити 1000 працівників та до кінця 2023 року повернути 32 старих літаки лізингодавцям. Також планувалось скорочення зарплат на 14-22 %. Станом на квітень авіакомпанія працює лише на 3 % від об'ємів до пандемії.
З 1 травня компанія планує відновити польоти з Лондона (до Лісабону, Будапешту, Братислави та Белграду) та Відня. Всього планується відновлення польотів за 20 напрямками.
У травни 2021 року компанія відмовилась від польотів через Білорусь у відповідь на перехоплення літака рейсу 4978 Ryanair Афіни – Вільнюс.
У грудні 2021 року компанія Wizz Air скасувала 36 рейсів з Польщі та 20 рейсів з усіх міст України на період із січня по березень 2022 року, через поганий результат кампанії вакцинації.

## Напрямки

Пункти призначення Wizz Air

Щоб скоротити витрати і збори, Wizz Air віддає перевагу меншим або другорядним аеропортам в регіонах призначення. У травні 2021 року маршрутна мережа авіакомпанії налічувала близько 190 аеропортів.
| Лондон-Лутон      | 77 | 67 |
| Будапешт          | 64 | 64 |
| Бухарест          | 62 | 69 |
| Відень            | 62 | 41 |
| Варшава-Шопен     | 57 | 60 |
| Дортмунд          | 48 | 29 |
| Гданськ           | 42 | 33 |
| Рим-Ф'юмічіно     | 42 | 67 |
| Ларнака           | 41 | 31 |
| Мілан-Мальпенса   | 41 | 38 |
| Катовиці          | 40 | 33 |
| Клуж-Напока       | 38 | 45 |
| Софія             | 38 | 33 |
| Київ-Жуляни       | 35 | 0  |
| Скоп'є            | 32 | 31 |
| Ейндговен         | 30 | 23 |
| Катанія           | 29 | 25 |
| Краків            | 28 | 26 |
| Тирана            | 28 | 52 |
| Тель-Авів         | 26 | 29 |
| Барі              | 25 | 9  |
| Донкастер/Шеффілд | 25 | 0  |
| Абу-Дабі          | 24 | 36 |
| Меммінген         | 24 | 23 |
| Львів             | 23 | 0  |
| Кишинів           | 22 | 22 |

Авіакомпанія Віззейр відзначилася активним розширенням на нові ринки після пандемії коронавірусу. В період з 2020 року було відкрито багато нових напрямків та нових баз для літаків. Постпадемічне відновлення, нестабільне економічне середовище, російське повномасштабне вторгнення в Україну, та інші виклики стали причиною для закриття великої кількості баз для літаків. Станом на жовтень 2023 року авіакомпанія закрила бази: Осло, Тронхейм, Санкт-Петербург, Дортмунд, Рига, Львів, Київ, Донкастер, Палермо, Сараєво, Кишинів, Кардіфф, Бакеу, Барі, Тузла, Сучава.

## Флот

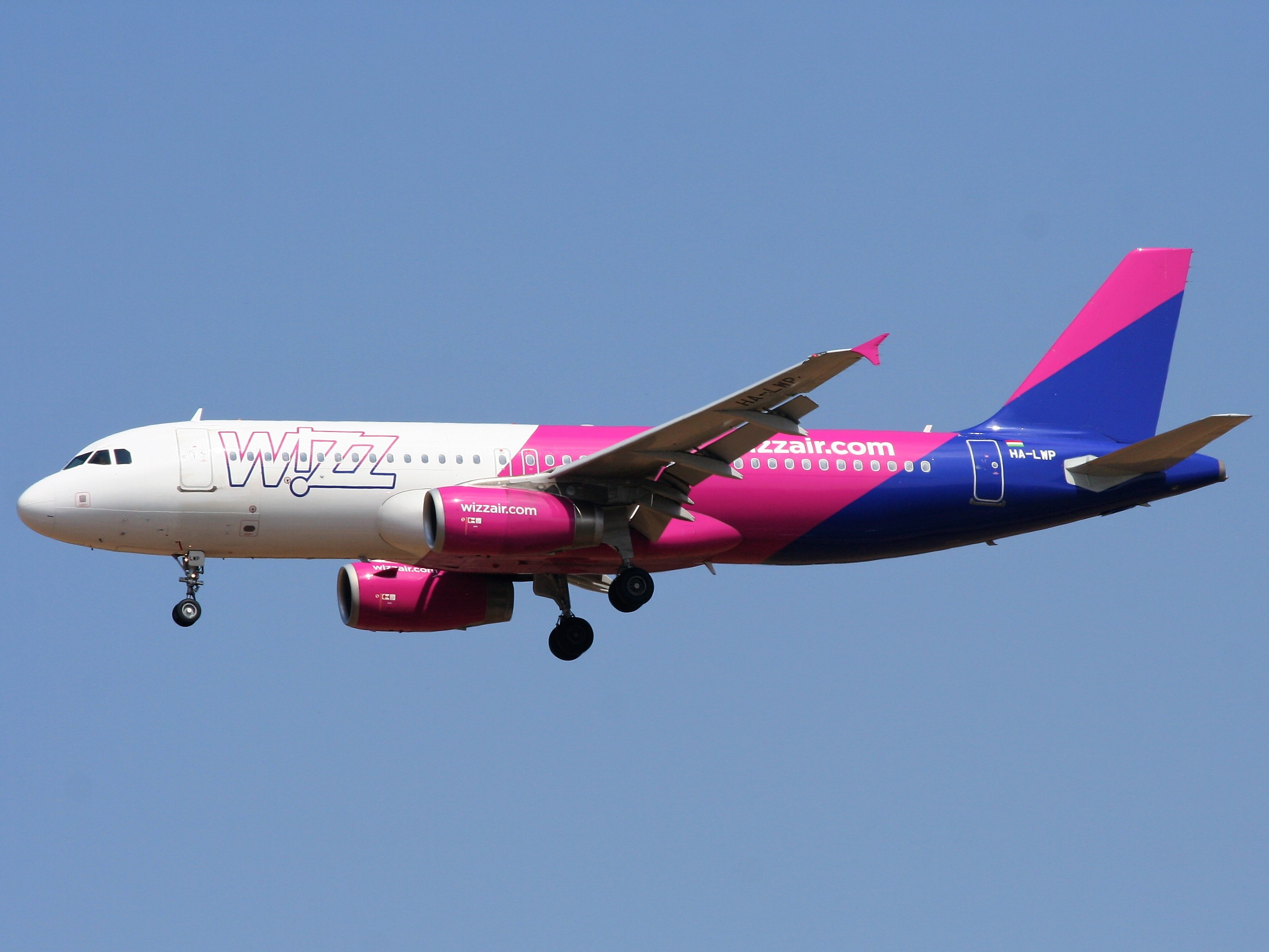
Wizz Air Airbus A320-232 в новій лівреї

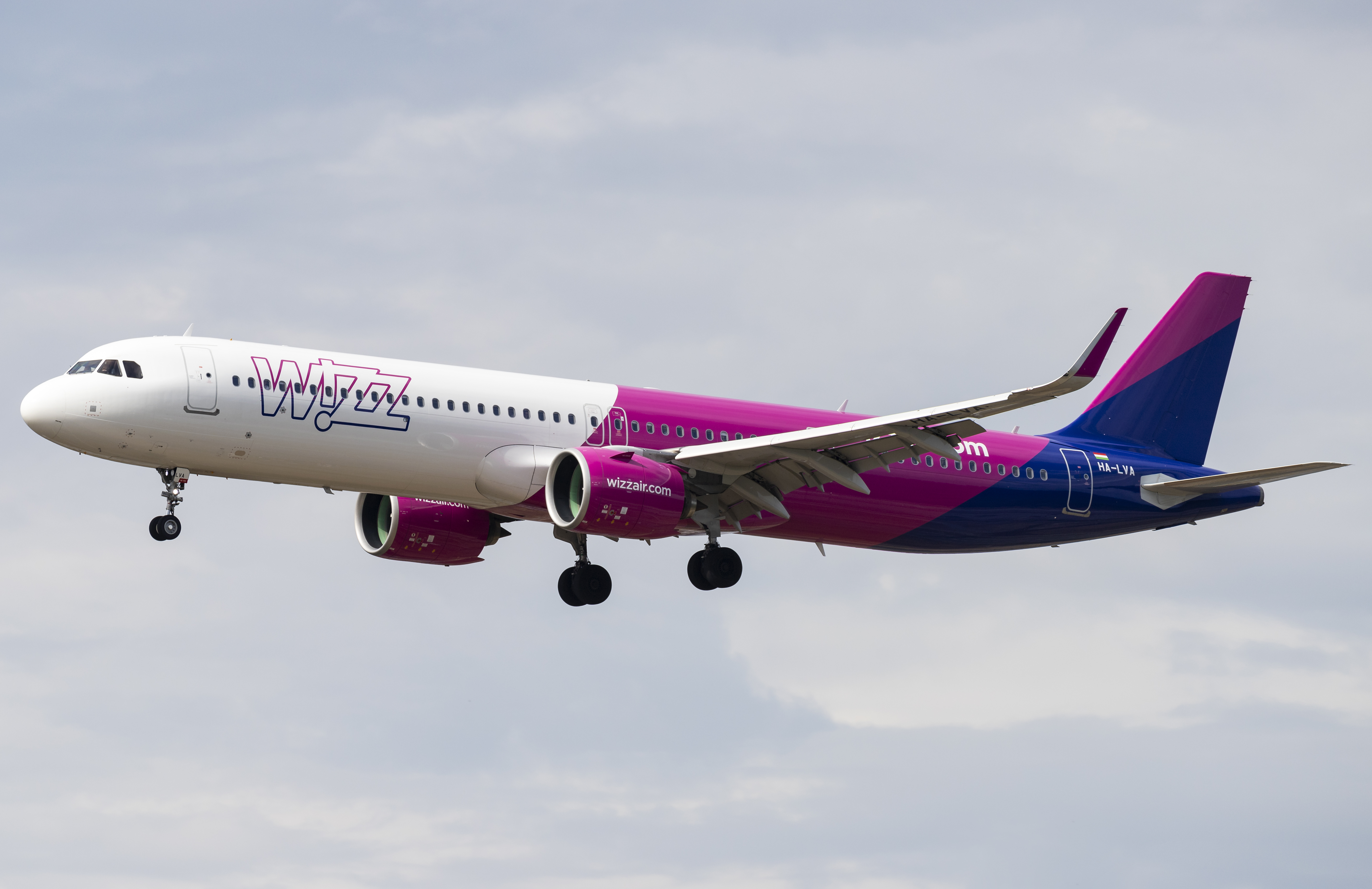
Wizz Air Airbus A321neo

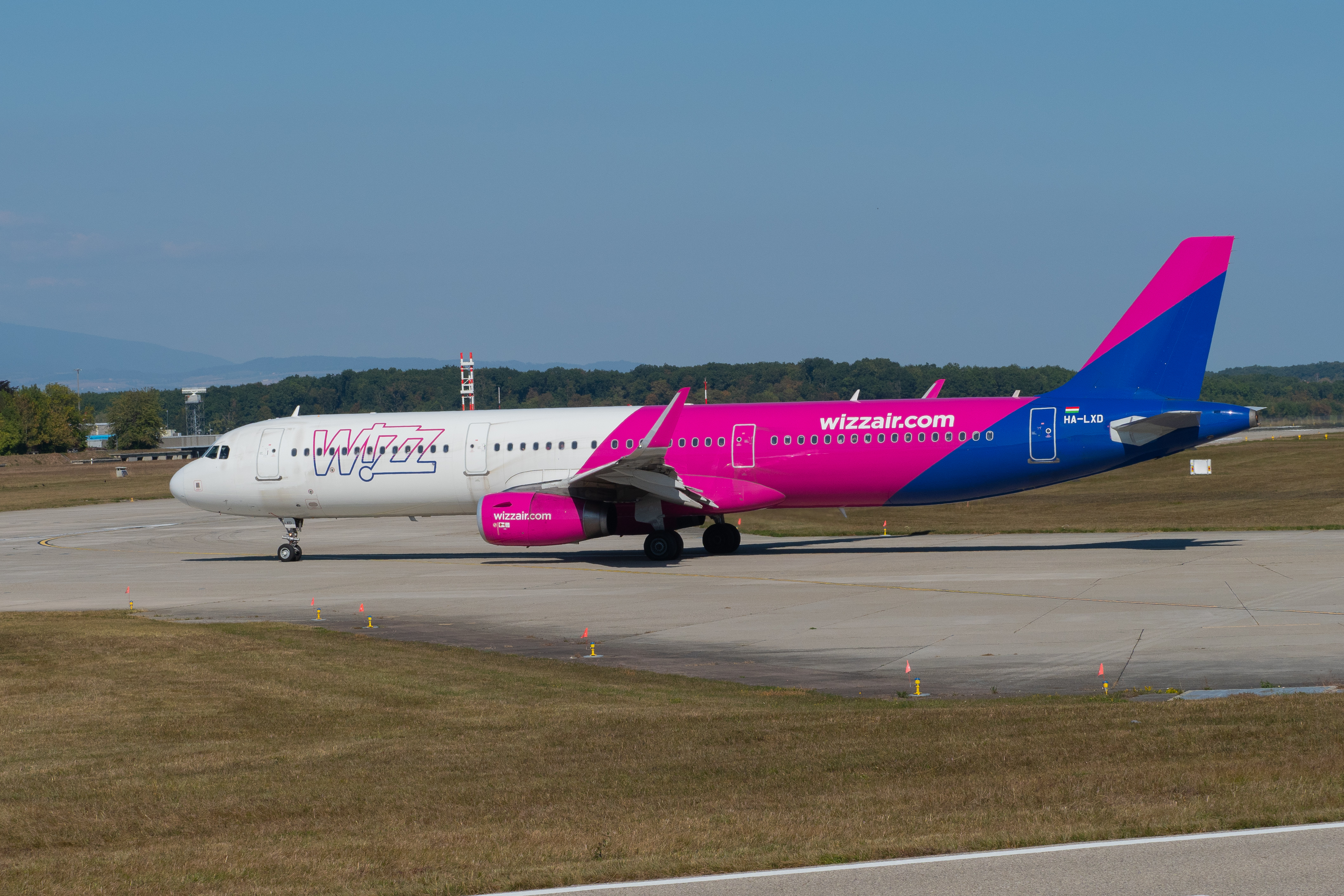
Wizz Air Airbus A321-200

Компанія розпочинала літати на літаках Airbus A320. У листопаді 2015, вона розпочала польоти на Airbus A321 і надалі почала розширювати свій флот, закуповуючи і цю модель.
Станом на листопад 2024, флот Wizz Air складається:
| Літак            | В наявності | Замовлено | Місткість | Примітки                                                               |  |
| ---------------- | ----------- | --------- | --------- | ---------------------------------------------------------------------- |  |
| Airbus A320-200  | 40          | —         | 180/186   | Виведення з флоту і заміна на А321neo                                  |  |
| Airbus A320neo   | 6           | —         | 186       | —                                                                      |  |
| Airbus A321-200  | 41          | —         | 230       | Виведення з флоту до 2028                                              |  |
| Airbus A321neo   | 138         | 262       | 239       | Поставки почалися у 2019                                               |  |
| Airbus A321XLR   | —           | 47        | 239       | Поставки із 2025 по 2029                                               |  |
| Airbus A330-200F | 1           | —         | Cargo     | Працює для «Міністерства закордонних справ і торгівлі, уряду Угорщини» |  |
| Всього           | 226         | 309       |           |                                                                        |  |

Із своїми 380 (на 15 вересня 2022 року) замовленими літаками, Wizz Air є найбільшим замовником літаків у Європі. Середній вік літака близько 4 років.
|     | Аеропорт           | Кількість літаків |
| --- | ------------------ | ----------------- |
| 1.  | Бухарест           | 19                |
| 2.  | Рим-Ф'юмічіно      | 14                |
| 3.  | Тирана             | 13                |
| 4.  | Абу-Дабі           | 12                |
| 5.  | Будапешт           | 12                |
| 6.  | Лондон-Лутон       | 12                |
| 7.  | Варшава-Шопен      | 11                |
| 8.  | Гданськ            | 8                 |
| 9.  | Мілан-Мальпенса    | 8                 |
| 10. | Клуж-Напока        | 7                 |
| 11. | Софія              | 7                 |
| 12. | Відень             | 6                 |
| 13. | Скоп'є             | 6                 |
| 14. | Катовиці           | 6                 |
| 15. | Лондон-Гатвік      | 5                 |
| 16. | Яси                | 5                 |
| 17. | Белград            | 4                 |
| 18. | Катанія            | 4                 |
| 19. | Краків             | 4                 |
| 20. | Кутаїсі            | 4                 |
| 21. | Ларнака            | 4                 |
| 22. | Вільнюс            | 3                 |
| 23. | Київ-Жуляни        | 3                 |
| 24. | Варна              | 2                 |
| 25. | Венеція-Марко Поло | 2                 |
| 26. | Вроцлав            | 2                 |
| 27. | Крайова            | 2                 |
| 28. | Неаполь            | 2                 |
| 29. | Тімішоара          | 2                 |
| 30. | Дебрецен           | 1                 |
| 31. | Сібіу              | 1                 |
|     | Всього             | 191               |

## Wizz Air в Україні

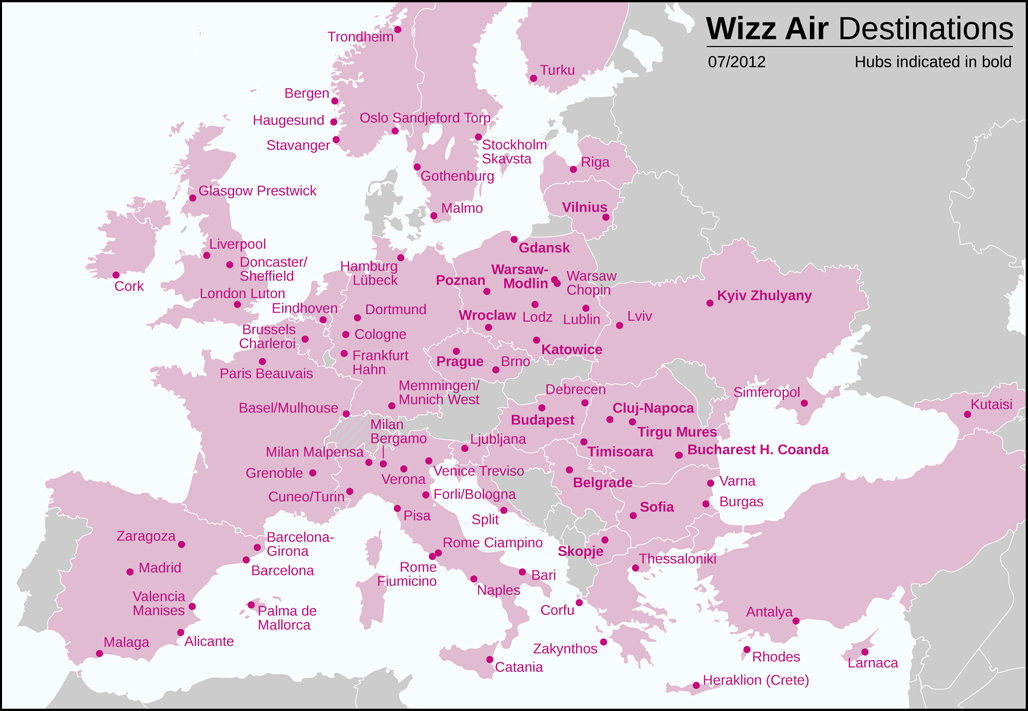
Країни, у які здійснювалися рейси Wizz Air

Дочірня компанія Wizz Air Ukraine розпочала роботу в 2008. Український підрозділ авіакомпанії «Wizz Air Ukraine» обслуговував напрямки з Києва («Бориспіль» — до 26 березня 2011, «Жуляни» — після 26 березня 2011), Львова та використовував такі літаки (станом на серпень 2010):
| Авіафлот         | Кількість | Місткість |
| ---------------- | --------- | --------- |
| Аеробус A320-232 | 4         | 180       |

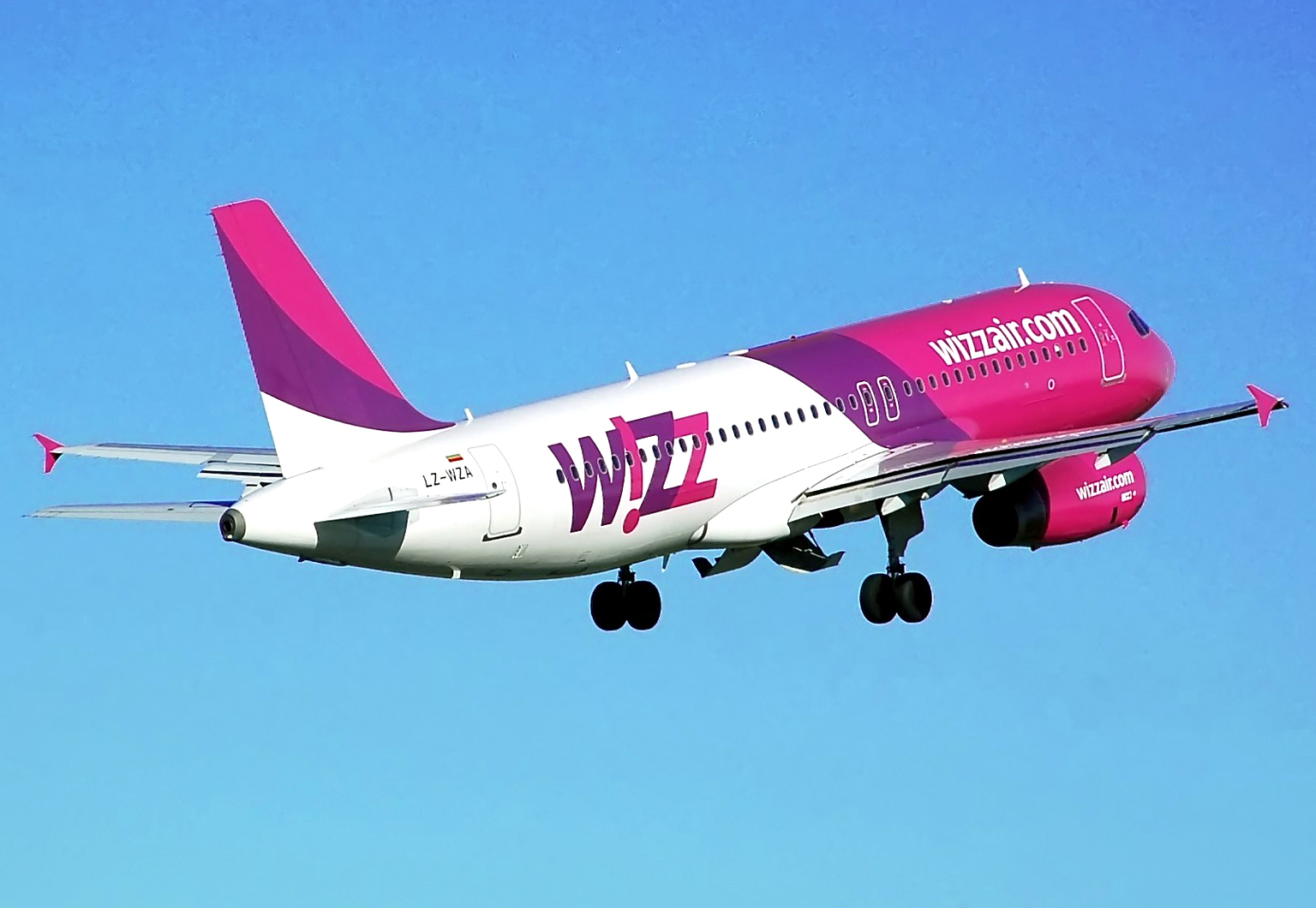
Літак А-320 авіакомпанії

26 березня 2015 повідомлено, що українське відділення компанії буде ліквідовано. Але вже 10 квітня було повідомлено, що компанія таки залишиться. Станом на січень 2016 року діяльність української філії так і не відновлено, рейси здійснює напряму головна компанія — Wizz Air.
Із Києва станом на жовтень 2016 компанія здійснює рейси до 13 міст у 7 країнах світу. Всього компанія обслуговує 450 маршрутів з 26 баз, з'єднуючи 129 напрямків у 38 країнах.
З 25 листопада 2018 компанія планує запустити рейс Харків-Відень, які Wizz Air буде виконувати двічі на тиждень — по середах і неділях.
Станом на травень 2020 з українських аеропортів виконуються наступні рейси:
| Пункт відправлення                                   | Пункт призначення    | Кількість рейсів на тиждень |
| ---------------------------------------------------- | -------------------- | --------------------------- |
| Міжнародний аеропорт «Київ» імені Ігоря Сікорського  | Відень               | 7                           |
| Міжнародний аеропорт «Київ» імені Ігоря Сікорського  | Копенгаген           | 5                           |
| Міжнародний аеропорт «Київ» імені Ігоря Сікорського  | Таллінн              | 3                           |
| Міжнародний аеропорт «Київ» імені Ігоря Сікорського  | Ларнака              | 3-4                         |
| Міжнародний аеропорт «Київ» імені Ігоря Сікорського  | Вільнюс              | 3                           |
| Міжнародний аеропорт «Київ» імені Ігоря Сікорського  | Берлін-Шенефельд     | 7                           |
| Міжнародний аеропорт «Київ» імені Ігоря Сікорського  | Гамбург              | 2-3                         |
| Міжнародний аеропорт «Київ» імені Ігоря Сікорського  | Ганновер             | 3                           |
| Міжнародний аеропорт «Київ» імені Ігоря Сікорського  | Гамбург              | 5                           |
| Міжнародний аеропорт «Київ» імені Ігоря Сікорського  | Кельн                | 4                           |
| Міжнародний аеропорт «Київ» імені Ігоря Сікорського  | Меммінген            | 6                           |
| Міжнародний аеропорт «Київ» імені Ігоря Сікорського  | Нюрнберг             | 2                           |
| Міжнародний аеропорт «Київ» імені Ігоря Сікорського  | Франкфурт-на-Майні   | 7                           |
| Міжнародний аеропорт «Київ» імені Ігоря Сікорського  | Лондон-Лутон         | 4                           |
| Міжнародний аеропорт «Київ» імені Ігоря Сікорського  | Варшава (ім. Шопена) | 7                           |
| Міжнародний аеропорт «Київ» імені Ігоря Сікорського  | Вроцлав              | 3                           |
| Міжнародний аеропорт «Київ» імені Ігоря Сікорського  | Гданськ              | 2                           |
| Міжнародний аеропорт «Київ» імені Ігоря Сікорського  | Катовиці             | 3                           |
| Міжнародний аеропорт «Київ» імені Ігоря Сікорського  | Люблін               | 2                           |
| Міжнародний аеропорт «Київ» імені Ігоря Сікорського  | Познань              | 2                           |
| Міжнародний аеропорт «Київ» імені Ігоря Сікорського  | Лісабон              | 2                           |
| Міжнародний аеропорт «Київ» імені Ігоря Сікорського  | Братислава           | 4                           |
| Міжнародний аеропорт «Київ» імені Ігоря Сікорського  | Будапешт             | 5                           |
| Міжнародний аеропорт «Львів» імені Данила Галицького | Берлін-Шенефельд     | 4                           |
| Міжнародний аеропорт «Львів» імені Данила Галицького | Братислава           | 3                           |
| Міжнародний аеропорт «Львів» імені Данила Галицького | Будапешт             | 2                           |
| Міжнародний аеропорт «Львів» імені Данила Галицького | Вільнюс              | 2                           |
| Міжнародний аеропорт «Львів» імені Данила Галицького | Вроцлав              | 5                           |
| Міжнародний аеропорт «Львів» імені Данила Галицького | Гданськ              | 5                           |
| Міжнародний аеропорт «Львів» імені Данила Галицького | Дортмунд             | 2                           |
| Міжнародний аеропорт «Львів» імені Данила Галицького | Катовиці             | 3                           |
| Міжнародний аеропорт «Львів» імені Данила Галицького | Копенгаген           | 2                           |
| Міжнародний аеропорт «Львів» імені Данила Галицького | Ларнака              | 2                           |
| Міжнародний аеропорт «Львів» імені Данила Галицького | Лондон-Лутон         | 3                           |
| Міжнародний аеропорт «Львів» імені Данила Галицького | Франкфурт-Ган        | 2                           |
| Міжнародний аеропорт «Харків»                        | Будапешт             | 2                           |
| Міжнародний аеропорт «Харків»                        | Відень               | 3                           |
| Міжнародний аеропорт «Харків»                        | Вроцлав              | 2                           |
| Міжнародний аеропорт «Харків»                        | Гданськ              | 2                           |
| Міжнародний аеропорт «Харків»                        | Дортмунд             | 2                           |
| Міжнародний аеропорт «Харків»                        | Катовиці             | 2                           |
| Міжнародний аеропорт «Харків»                        | Краків               | 2                           |